# ثماني عشري الأضلاع

ثماني عشري منتظم.

الثماني عشري هو مضلع له 18 ضلع و 18 زاوية.

## ثماني عشري منتظم
- الزاوية الداخلية لثماني عشري المنتظم تساوي 160°.
- تعطى مساحة ثماني عشري منتظم طول ضلعه t بالعلاقة:

{\displaystyle {\frac {18}{4}}t^{2}\cot {\frac {\pi }{18}}}

## وصلات خارجية
- إيريك ويستاين، ثماني عشري، ماثوورلد Mathworld (باللغة الإنكليزية).